# Maersk
La A.P. Møller - Mærsk, nota anche come Maersk, è un gruppo danese, che ha attività in diversi settori: principalmente trasporto marittimo (Maersk Line), energia e cantieristico navale. È stato il più grande armatore di navi mercantili nel mondo dal 1904, mentre oggi è secondo, subito dopo MSC.
Ha sede a Copenaghen con filiali e uffici in più di 135 nazioni e 108.000 dipendenti; il gruppo era classificato 147º su 500 aziende nella lista di Fortune Global 500 nel 2010 e 106º nel 2009.